# Aiguille à coudre
Pour les articles homonymes, voir Aiguille.

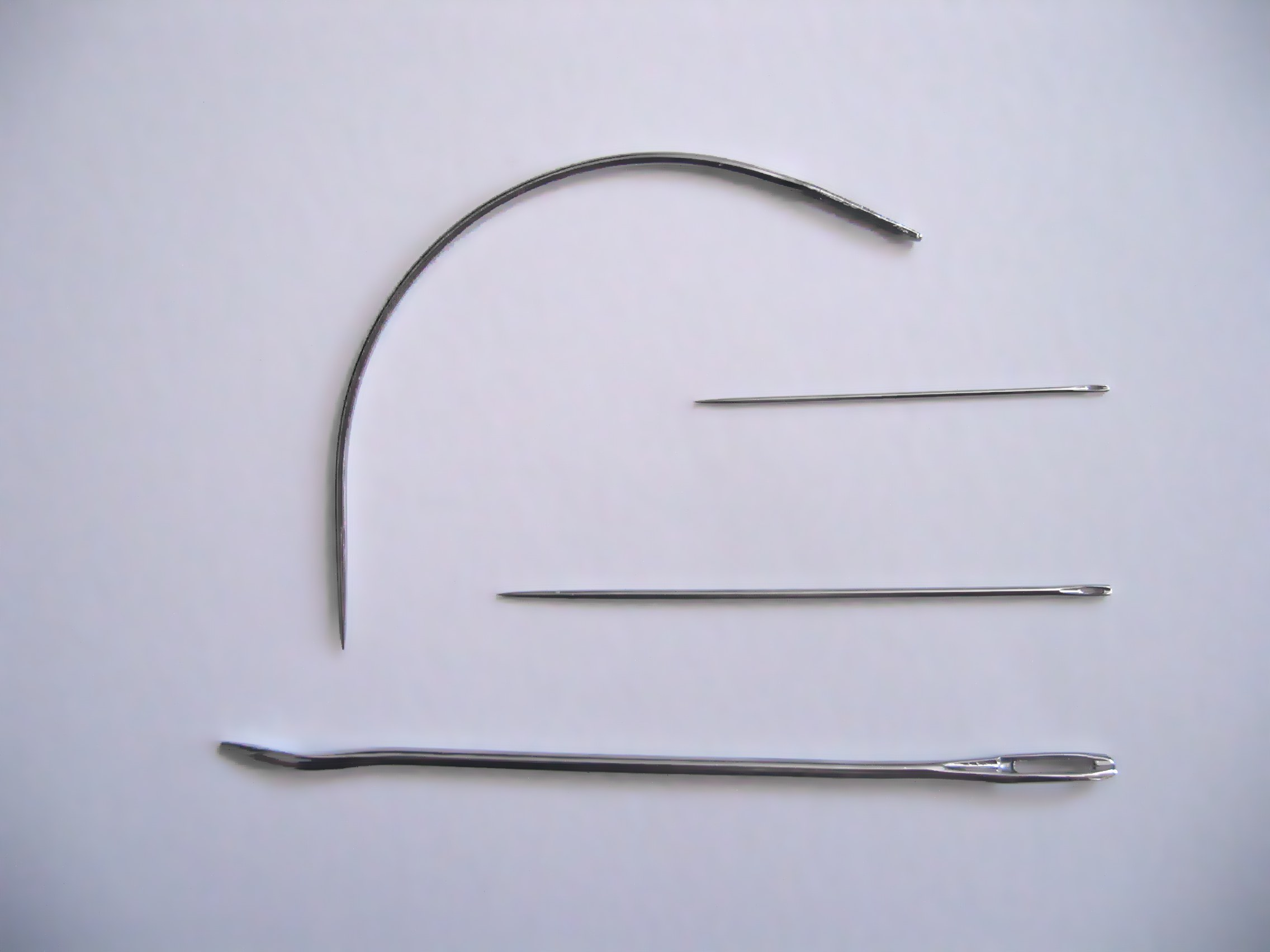
Aiguilles à coudre

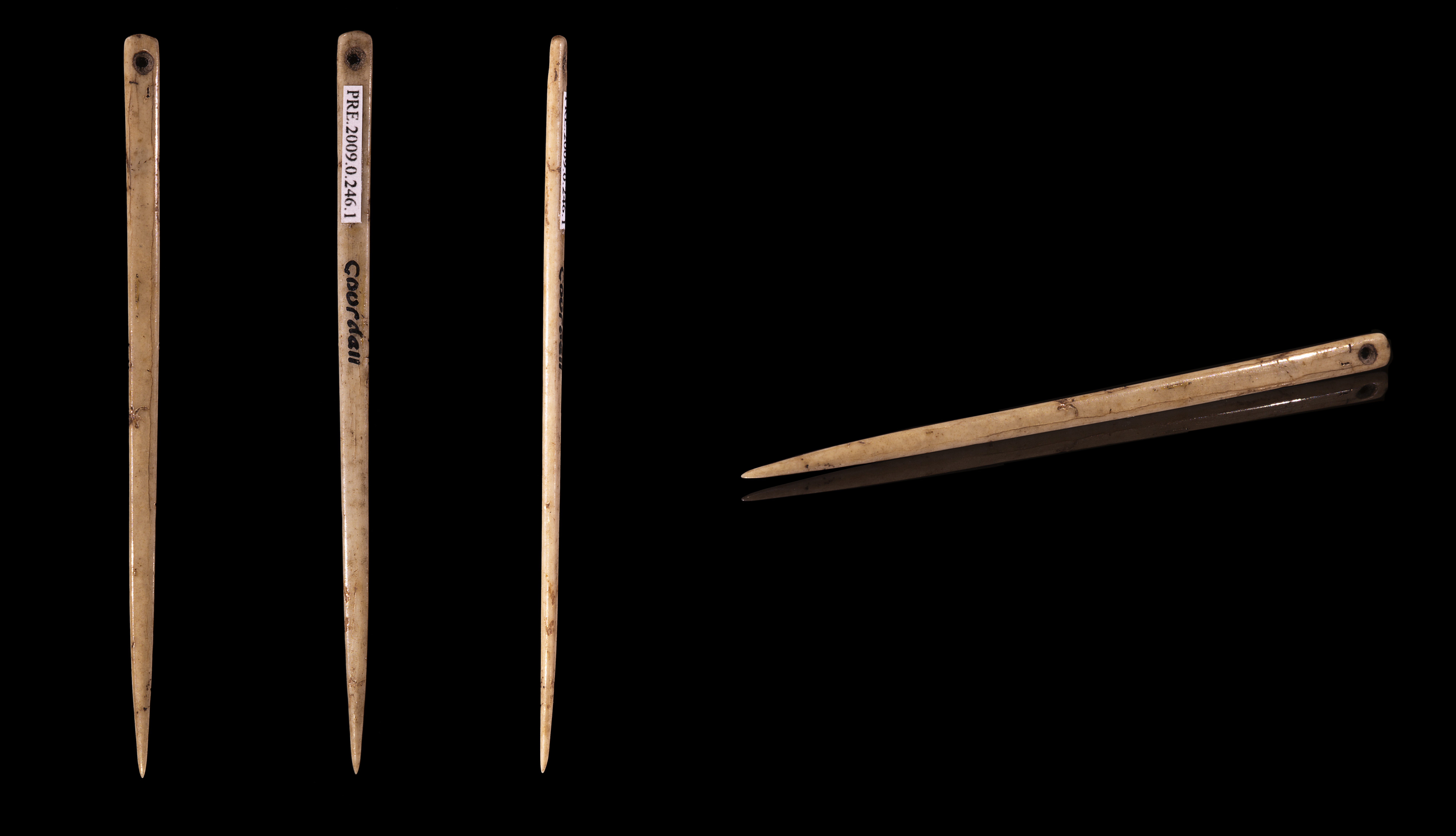
Aiguille datant du Magdalénien, trouvée à Gourdan-Polignan, vue sous ses différentes faces - Muséum de Toulouse

Une aiguille à coudre ou aiguille à chas est un instrument de couture permettant de faire passer un fil à travers un tissu ou un cuir.
L'une des extrémités est pointue et permet de percer le tissu. L'autre est munie d'une perforation appelée « chas », dans laquelle on passe le fil afin qu'il soit entraîné avec l'aiguille à travers le tissu.

## Aiguilles préhistoriques
« L'une des plus grandes inventions du Paléolithique supérieur, une invention toujours utilisée actuellement tous les jours, une invention sans laquelle notre monde ne serait pas ce qu'il est, une invention sans laquelle notre apparence, à vous et moi, serait fort différente de ce qu'elle est, une invention qui n'a jamais pu être améliorée depuis sa découverte (sauf en la greffant sur d'autres machines)… n'est autre que l'aiguille à chas. »
Un âge d'environ 50 000 ans a été avancé pour une aiguille à chas en os découverte en 2016 dans la grotte de Denisova (Russie). Cette découverte n'a pas fait l'objet d'une publication dans une revue scientifique à comité de lecture. Si elle était confirmée, il s'agirait de la plus vieille aiguille au monde. Elle pourrait être l'œuvre d'un Homo sapiens ou d'un Hominidé de Denisova.
Des aiguilles à chas en os sont attestées dès 18 000 av. J.-C. au Solutréen. L'invention diffuse rapidement en Europe et les aiguilles à chas magdaléniennes sont nombreuses. Curieusement, à l'Azilien elles disparaissent en Europe occidentale et ne réapparaissent qu'au Néolithique ; par contre elle persiste en Europe du nord.
L'utilisation d'éventuelles aiguilles en bois au cours de la Préhistoire est envisageable mais non démontrée.
Les hommes préhistoriques s'en servaient pour assembler et coudre des peaux d'animaux. 
Les épingles furent fabriquées en laiton depuis l'âge du bronze jusqu'au XIXe siècle.

## Aiguilles modernes
De nos jours, les aiguilles sont en acier. Parmi les aiguilles modernes, il en existe avec des chas semi-ouverts en V, pour faciliter le passage du fil.
La couture devenant un art de plus en plus sophistiqué, de nombreux nouveaux types d'aiguilles ont été développés au fil des années afin de satisfaire tous les besoins. Parmi ces aiguilles, on dénombre :
- l'aiguille classique : une aiguille à chas de petite taille utilisable pour tous types de projets couture à la main. Les aiguilles classiques sont disponibles en différentes tailles, de 1 à 12, c'est-à-dire de 2,5 à 7,5 cm.
- l'aiguille à repriser : une aiguille utilisée pour coudre de la laine à repriser. Elle est fine et de longue taille.
- l'aiguille à perler : Longue et très fine, elle est utilisée pour coudre les perles et sequins sur le tissu.
- l'aiguille à double chas : dotée d'un double chas, cette aiguille permet d'utiliser deux fils différents ce qui facilite la broderie et évite la tension sur les tissus.
- l'aiguille à tapisserie : une aiguille épaisse avec une pointe émoussée et un chas de grande taille. Comme son nom l'indique, elle est utilisée pour coudre avec du fil de laine à tapisser.
- l'aiguille à chenille : semblable à une aiguille à tapisserie,  mais avec une extrémité pointue. Elle est généralement employée pour coudre avec des fils épais ou de laine.
- l'aiguille de modiste : cette longue et fine aiguille dotée d'un petit chas rond est utilisée pour la couture à la main. N'abîmant pas le tissu, elle est également très utile pour le point de bâti.

## Diamètres des aiguilles classiques
La numérotation des aiguilles correspond au diamètre de celles-ci : 
|    | inch | mm   |
| 1  | .046 | 1,17 |
| 2  | .043 | 1,09 |
| 3  | .040 | 1,02 |
| 4  | .037 | 0,94 |
| 5  | .034 | 0,86 |
| 6  | .030 | 0,76 |
| 7  | .027 | 0,69 |
| 8  | .024 | 0,61 |
| 9  | .021 | 0,53 |
| 10 | .018 | 0,46 |
| 11 | .016 | 0,42 |
| 12 | .014 | 0,35 |

Ces données sont utiles pour la fabrication de sténopés.